# أولمبياكوس نيقوسيا
أولمبياكوس نيقوسيا هو نادي كرة قدم في نيقوسيا في قبرص تأسس في 1931. ملعب الفريق هو ملعب ماكاريو الذي يتسع إلى 16.000 متفرج.